# Alfredo Deza Fuller
Alfredo Juan Deza Fuller (Callao, el 24 de junio de 1944) es un atleta peruano. Estudió en el Colegio Militar Leoncio Prado y en universidades extranjeras. Su especialidad eran las pruebas con obstáculos, en especial con vallas.
Sus principales logros como deportista fue:
- Campeón sudamericano en 110 m con vallas. (Argentina)
- Dos veces subcampeón sudamericano 110 metros con vallas. (Ecuador y Perú)
- Triple campeón internacional de 110 y 400 metros con vallas y 4 x100. (Chile)
- Tres veces subcampeón y Récord Bolivariano. (Venezuela)
- Mejor Atleta Extranjero "Torneo Pierre de Coubertain" (Argentina)
- Medalla de plata en Juegos Bolivarianos, 110 con valla (Panamá).

En el 2006, intentó llegar al Congreso del Perú a través del partido Unión por el Perú, pero no pudo alcanzar escaño. Su hijo Alfredo Deza Ganoza, siguió sus pasos en el atletismo pero bajo la modalidad de salto de altura.